# 金投資

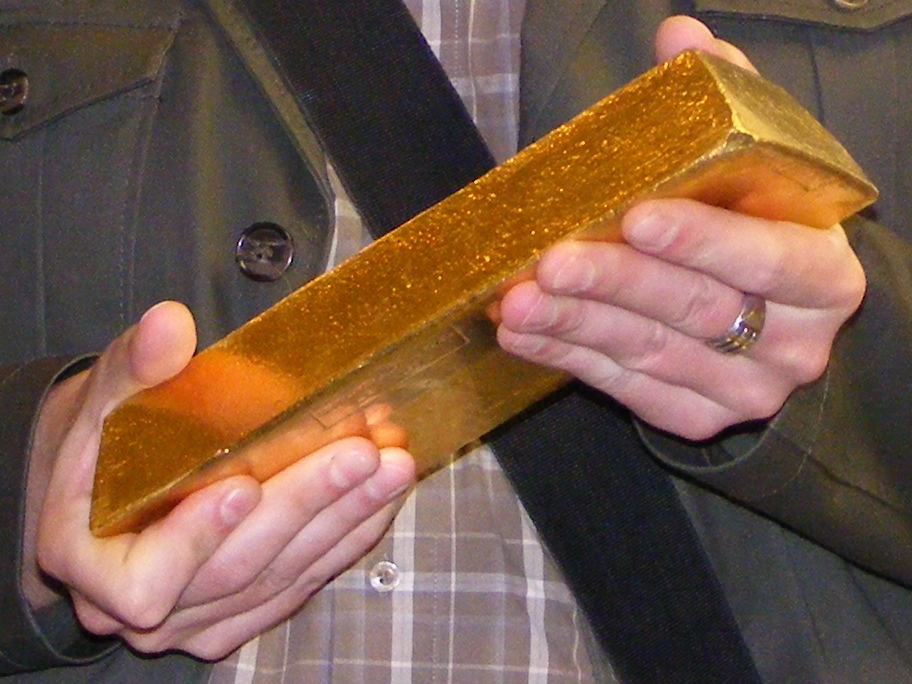
金投資では金の延べ棒がよく用いられる

金投資（きんとうし）とは、貴金属のなかで最も普及している投資のことである。
投資家はリスクの多様化の方法として金を購入している。他の市場と同様に、金は投機とボラティリティの対象となる。

## 投資商品
金の投資商品は主に3つで、現物の金（地金・金貨など）、金融商品、金鉱山の株式（金鉱株）である。

### 地金
金への投資で最も伝統的な方法は、地金の延べ棒（バー、インゴット）を購入することである。
一部の国家では、カナダ・オーストリア・リヒテンシュタイン・スイスのように、大手銀行で簡単に購入することができる。また、同様に金を販売するディーラーも存在する。バーは、グッド・デリバリー・バーの約400トロイオンス（約12キログラム）の他、様々な種類、重さのバーが存在する。
バーは、一般的に金貨よりも低いプレミアムの価格で運用される。その主な原因は偽造リスクである。金貨はデザインの違いや、様々な既知の方法で偽造を検出できるのに対して、ほとんどのバーでは難しい。そのため多くのバイヤーは購入前に再分析を行っている。
また、金貨と異なり額面が無いコイン状のGold Roundという地金も存在する。政府の信任が無いので値段も金貨より低く、コレクションとしての価値も低い。

### 金貨
地金型金貨は需要と供給による金価格に、少額のプレミアムを加算した時価で売買される。
地金型金貨の大きさは10分の1オンスから2オンスの範囲で、1オンスサイズが最も人気があり購入も容易である。傷をつけると価値が下がるので、管理には注意を必要とする。
バーほどではないが当然、偽の金貨が存在し、鉛に金メッキしたものなどが一般的である。収集家でも騙されるセントゴーデンズ ダブルイーグル20ドル金貨
の精巧な偽造金貨なども存在する。

### 金の金融商品
純金積立、金上場投資信託 (ETF)、ETN、クローズドエンド型投資信託 (CEF）など様々な種類が存在する。
かつて（20世紀終わり頃まで）、証券会社等で「金貯蓄口座（銀行では金投資口座）」という商品があつかわれていた。これは、金の現物市場価格と、金先物市場価格の差を利用した確定利回り商品である。近年、両者の価格の差がほとんどなくなり、儲けが出なくなったため、販売はすべて終了となった。

### 金証券
金そのものは銀行が管理し、所有者は証券の形で保有する。
銀行に手数料や保管料などを支払う代わりに、窃盗、呼び値スプレッド、売買時真贋分析コストなどの様々なリスクを抑えることが出来る。

### 金鉱株
採掘会社の株式投資である。

## 金の相場
他の貴金属と同様、金も取引の際にはトロイオンス (oz)、またはグラム (g) 建で価格が決定される。
金の価格は、公開された市場取引によって決められる。現在一般に金価格と呼ばれているものには、1919年にロンドンで設立された The London Gold Market Fixing Ltd. (TLGMFL) にて1日2回（午前と午後）決定される現物価格（呼び値は1トロイオンス当たり0.25US $ (USD)）と、ニューヨーク・マーカンタイル取引所（NYMEX、旧ニューヨーク商品取引所 (COMEX) から承継）および同取引所の親会社に当たるCMEグループが運営する24時間稼働の電子取引システム「グローベックス」で決められる金先物取引中心限月価格（呼び値は1トロイオンス当たり0.10US $ (USD)、標準品純度99.50％以上の金地金） の2つがある。
後者は経済指標として用いられることもある。その他、世界各地で相対取引（Over The Counter (OTC)）されているロコ・ロンドン (Loco London) 取引（建値は1トロイオンス当たりUS $(USD)、受渡品最低純度99.50％以上の金地金「グッドデリバリーゴールドバー」） 、インドのマルチ商品取引所（呼び値は10グラム当たり1ルピー (INR)、標準品純度99.50％以上の金地金） 、ドバイ金商品取引所（呼び値は1トロイオンス当たり0.10US $(USD)、標準品純度99.50％以上の金地金） 、東京商品取引所（呼び値は1グラム当たり1円 (JPY)、標準品純度99.99％以上の金地金）や上海期貨交易所（呼び値は1グラム当たり0.01元 (RMB)、標準品純度99.95％以上の金地金）などでの先物取引など世界各地で取引されている。
日本での金価格は、商品取引員の場合、ドル円相場、ロコ・ロンドン価格（東商取との裁定取引（アービトラージ））および国内需給要因などにより形成され（東京金先物価格）、加え、東京金先物の受渡など流通段階で金価格に対する消費税が加算され、小売価格では業者への手数料などが加算される。
TLGMFL設立時のメンバーはN・M・ロスチャイルド&サンズ (N.M.Rothschild & Sons)、モカッタ&ゴールドスミド (Mocatta & Goldsmid)、ピクスリー&アベル (Pixley & Abell)、サミュエル・モンタギュー・アンド・カンパニー (Samuel Montagu & Co)、シャープス・ウィルキンズ (Sharps Wilkins) であった。

TLGMFL 会員権はその後変遷を辿り、2019年現在のメンバーはバークレイズ（子会社のバークレイズ・キャピタル Barclays Capital が加入）、香港上海銀行 (HSBC)、スコシアバンク（子会社のスコシア・モカッタ Scotia-Mocatta が加入）、ゴールドマン・サックス、JPモルガン・チェース、モルガン・スタンレー、スタンダードチャータード銀行、トロント・ドミニオン銀行、UBS、中国銀行、交通銀行である。
歴史的には、貨幣の価値によって同等の重さの金と交換できる金本位制として知られる、経済システムの裏を支える物として使われてきた。この方式では、政府および中央銀行は、通貨と金の交換価値を定めることになる。長い間、アメリカ合衆国では1トロイオンスの金を$20.67 ($664.56/kg) で交換可能としていたが、1934年に1トロイオンスあたり$35.00 ($1125.27/kg) となった。だが1961年には経済力に対して金が不足し、価格の調整が困難になった。
金を背景とした経済環境の崩壊を受け、1968年3月7日、国際取引単位である1トロイオンスあたり$35.00 ($1.13/g) と個人間取引の変動価格の2段階の価格が設定された。この方式は1975年には破綻をきたし、金は自由取引されるようになった。中央銀行は歴史的理由から価値が下がってはいるが、金を保有し続けている。最も多くの金を保有しているのはアメリカ合衆国連邦準備制度下の各連邦準備銀行である。金価格は比較的安定した貨幣によって定められ、米ドル建で決定され各国通貨に換算される。
1968年以降、公開市場での金の価格は大きく動くようになった。2008年3月17日にNYMEXが$32.713/g ($1,017.50/oz) を記録して以来、金価格はロンドン現物、NYMEX/グローベックス先物共に歴史的な高値圏にある。特に2011年はチュニジアのジャスミン革命を引き金とした中東情勢の緊張、日本の東日本大震災、アメリカの連邦債務上限額引き上げ問題を背景とした米国債ショック、ギリシャ経済危機を発端とするユーロ圏ソブリン危機の再燃などの影響を受け金価格は急騰した。グローベックス先物は2011年8月22日22時00分 (GMT) に$59.199/g（$1,903.30/oz。KITCO調べ。参考資料）を記録した。ロンドン現物も2011年9月2日午後の値決めで金価格がプラチナ価格を初めて上回り、9月5日午前の値決めで$58.987/g（$1,896.50/oz。KITCO調べ。推移）に達した。その後、2011年9月22日のアメリカ連邦公開市場委員会後に$300近く値を下げ、2011年10月は$1,600/oz台で推移した。その後、新型コロナウイルス感染症の流行の影響を受け、金価格は上昇し、2020年8月5日のロンドンの現物の金の取引価格において、初めて$2,000/ozの大台（$2,030/oz）を記録した。
また、1982年3月23日に上場した東京商品取引所および、2020年7月27日に移管した大阪取引所での標準取引での金価格（先物、金価格に対する消費税抜きの価格）は、2020年8月7日に、2021年6月物で7,032円/gと初めて7000円を突破した。金価格の高騰はその後も続いている。以下に国内小売価格の変遷を示す。
金の国内小売価格（円/g・税込）の節目の値達成日
| 価格     | 達成日        | 備考   |
| -------- | ------------- | ------ |
| 7,000円  | 2020年7月22日 | [ 8 ]  |
| 8,000円  | 2022年3月7日  | [ 9 ]  |
| 9,000円  | 2023年3月13日 | [ 10 ] |
| 10,000円 | 同年8月29日   | [ 10 ] |
| 11,000円 | 2024年3月4日  | [ 11 ] |
| 12,000円 | 同年3月29日   | [ 11 ] |
| 13,000円 | 同年4月19日   | [ 11 ] |
| 14,000円 | 同年10月15日  | [ 11 ] |
| 15,000円 | 2025年1月15日 | [ 12 ] |
| 16,000円 | 同年3月19日   | [ 12 ] |
| 17,000円 | 同年4月22日   | [ 12 ] |

20世紀における最高価格は1980年1月21日の6,495円/g（税抜）である。
なお、日本での金取引自由化後における最安値は、NYMEX先物（終値ベース）は1999年7月19日の$7.866/g ($252.90/oz) 、ロンドン現物は同年7月20日午後の$7.862/g ($252.80/oz)（いずれもKITCO調べ）、東京商品取引所の金（標準取引）の上場来最安値（先物、金価格に対する消費税抜きの価格）は、期近同年9月16日の865円/g、期先同年9月16日の836円/g である。そして、国内小売価格（田中貴金属工業）の最安値は同年9月17日の917円/g（税抜）である。

## 税金

### 地金・金貨の売却益
営利目的の場合、営利形態によって事業所得か雑所得として課税される。
それ以外の個人では、金の売却などによって得た所得は、譲渡所得として課税され、5年未満か、それ以上所有していたかで計算式が異なる。

### 1. 譲渡所得の計算方法
- 譲渡所得 = 売却価格 － 取得費用 － 譲渡費用 － 特別控除50万円
- 年間50万円の特別控除があり、譲渡所得が50万円以下なら非課税です。

### 2. 課税区分
- 短期譲渡所得（所有期間5年以下）
  - 譲渡所得の全額が課税対象。
- 長期譲渡所得（所有期間5年超）
  - 譲渡所得の1/2が課税対象。

### 3. 税率
- 所得税：累進課税（5%～45%）。
- 住民税：一律10%。

### 金融商品
一律20.315％の源泉分離課税である。

### 外国の税金
金の売買市場は多くの場合、特殊な状況となっている。たとえばヨーロッパでは、純金売買の付加価値税は免税とされる。他の銀を含む貴金属では、そういった特例はない。キャピタル・ゲイン課税のような他の税金は、その居住地によって課税される可能性はある。

## 詐欺・トラブル
- 貴金属などの訪問買取り：突然、訪問し「売り時」だと偽って、格安で買い取りしていく事例[17]

- 架空の金鉱山や信託の投資勧誘を行う詐欺事例[18]（例：豊田商事事件）

- 金融商品取引業の登録を行わず勧誘を行う事例、金融商品取引法違反（無登録営業）[19][20]

## リスク、偽造について
金はとても貴重で高価な金属であるため、頻繁に偽造商品が世に出回る。特にタングステンは比重が金に近似しているため、比重計やX線蛍光分析による検査が非常に難しい。
対策として破壊検査のほか、非破壊の超音波探傷検査などの手法が開発されている。